# 考德懷納·史密斯
林白樂（Paul Myron Anthony Linebarger，1913年7月11日-1966年8月6日）是一位美國科幻作家，筆名為考德懷納·史密斯（Cordwainer Smith）。亦是東亞學者和心理戰專家。1966年因心臟病逝世於巴爾的摩，享年53岁。
1913年出生於美國密爾瓦基。他的父親 Paul M. W. Linebarger（Paul Myron Wentworth Linebarger）是一名律師和政治活動家，与孫中山是好友；於是，孫中山成了林白樂的教父。
幼時因父親的職業，在中國、日本、法國、德國等國家輾轉居住，因此能說六種語言，接觸多種文化。
23岁時，獲得约翰·霍普金斯大学政治學博士學位。
1937年到1946年，在杜克大学任教，研究遠東事務。
二戰開打後，他保留教職的同時加入美国陆军。1943年，被派往中國協調軍事情報行動，成了蔣中正的心腹之一，最後以上校的軍銜榮歸。

## 出版作品
- The Rediscovery of Men（1993年）
  - 人類補完計畫：考德懷納‧史密斯短篇小說選（2018年，木馬文化）[2]

## 外部連結
- http://www.cordwainer-smith.com （页面存档备份，存于）